# La Pintada (Antioquia)
La Pintada es un municipio de la República de Colombia, situado en la subregión Suroeste del departamento de Antioquia. Limita al norte con los municipios de Fredonia y Santa Bárbara, por el oriente limita también con el municipio de Santa Bárbara; por el sur a su vez con el municipio de Valparaíso y con Aguadas (Caldas); y por el occidente con los municipios de Valparaíso, Fredonia y Támesis. El territorio del municipio es atravesado por el río Cauca.
Tiene una extensión de 55 kilómetros cuadrados, superficie que resultó de la fusión, según dictamen del gobierno en su tiempo, de dos áreas diferentes que pertenecían respectivamente a los municipios de Santa Bárbara y Valparaíso. Entre los apelativos que la población tiene están “Emporio Turístico de Antioquia”, "La Mejor Esquina de Antioquia", "La Puerta de Antioquia".

## Historia
La Pintada se fue creando espontáneamente desde sus orígenes como asentamiento y agrupamiento de colonos en la región, la cual ha sido lugar de convergencia de varias rutas y caminos que desde allí vienen y conducen al sur y al occidente del país. No tuvo pues el poblado fundadores específicos, pero puede decirse que inició su vida como conglomerado estable aproximadamente en 1921, y  empezó a desarrollarse con notoriedad alrededor de 1933 o 1934. 
Se conoce que en este lugar vivieron antiguamente dos comunidades de las etnias Tahamíes, Quiramas y Armas, y una de la etnia de los Catíos llamada Emberá. Los indígenas se encontraban bien establecidos allí, vivían en organizaciones tipo cacicazgo, cuando en el año de 1864 el gobierno autorizó colonizar el sector para abrir zonas adicionales para cultivar tabaco y establecer otras industrias agrícolas. Rápidamente los colonizadores desplazaron a los indígenas que finalmente habían desaparecido totalmente de la región en 1910. 
A principios del siglo XX se construiría el Ferrocarril de Antioquia el cual a su paso imprimió a la región un nuevo impulso que lo llevaría en 1933 a elevarse a la categoría de corregimiento del municipio de Santa Bárbara.
La población de la zona habita en ambas márgenes del caudaloso río Cauca que parte en dos al pueblo. La zona de la margen derecha del Cauca se desarrolló primero, pero desde 1865 había comenzado a desarrollarse otro núcleo de colonos en la margen izquierda del río; inicialmente este grupo de la margen izquierda perteneció a otro municipio, Valaparaíso. En el año 1933 el gobierno unió a los pobladores de ambas riberas del río en un solo ente territorial de nombre “La Pintada”, y sólo hasta el 20 de marzo de 1997 el ente territorial fue erigido como municipio. 

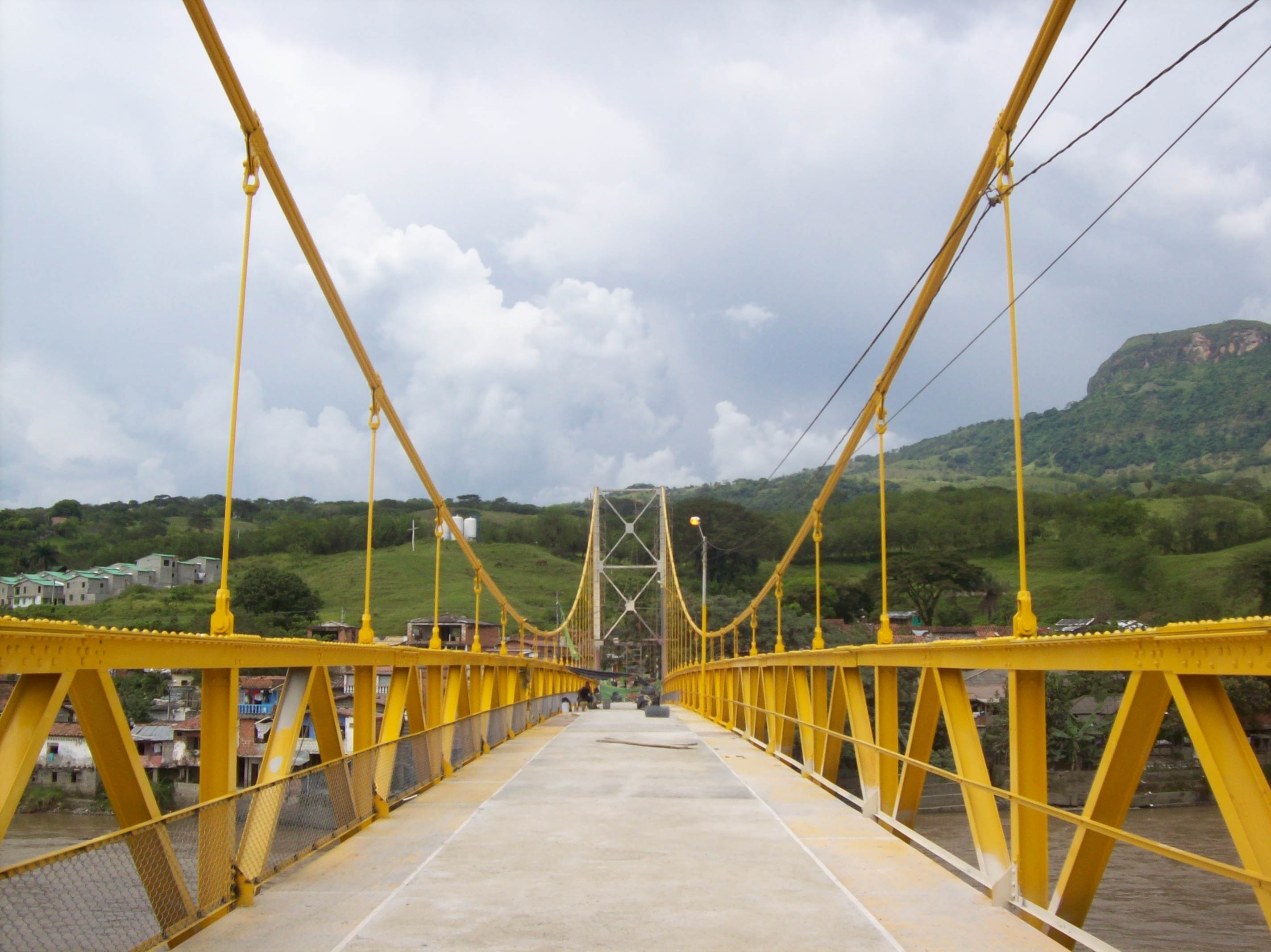
Aspecto del Puente viejo.

Ambos márgenes del río Cauca están unidos por dos puentes que constituyen un atractivo turístico, especialmente "el puente viejo", y dado que el río, el segundo más caudaloso de Colombia después del Magdalena, ofrece una vista hermosa. En efecto, quizá uno de los renglones más importantes del patrimonio de La Pintada sea esta configuración paisajística tan única que le imprime el Cauca. La belleza paisajística del lugar es sobresaliente y le imprime una visual muy sui géneris y de alta recordación para el turista. El clima, muy caliente, invita por su parte a vacacionar en serio y a olvidarse de las rutinas de los habitantes de la alta montaña.
Los conquistadores españoles habían fundado en el sitio de La Pintada, en el siglo XVI, en el año 1548, una población que llamaron Caramanta. Durante el siglo siguiente, el siglo XVII, esta estratégica zona de confluencia de caminos cobraría gran importancia y se conocería por entonces como “El Paso de Caramanta”, precisamente en el lugar que hoy ha llegado a ser Municipio de La Pintada. Ya desde aquellos tiempos, El Paso de Caramanta se insinuaba importante para el comercio de la zona con los mercados del resto de Colombia y de España. 
Durante el siglo XVIII El Paso de Caramanta cedió importancia a El Paso de Bufú, situado más al sur de La Pintada, debido a la producción de alimentos en mayor escala que allí se realizaba, y la cual servía de abastecimiento para las regiones mineras que se desarrollaron por entonces en estas zonas a resultas de la colonización antioqueña. Pero más tarde, en el siglo XIX y más precisamente en 1837, se construiría un nuevo camino hacia la población de Caramanta y en 1887 el primer puente sobre el río Cauca, todo lo  cual volvió a suministrarle un protagonismo definitivo a El Paso de Caramanta. Posteriormente en 1933, llegó a la zona el ferrocarril que uniría a Antioquia con el Océano Pacífico y en La Pintada se inauguró la estación Alejandro López del mismo.  
En 1938 se construyó otra carretera que formaría parte de la futura Troncal de Occidente de Colombia. Esto hizo que La Pintada se consolidara como centro neurálgico de las comunicaciones del occidente colombiano. Aumentó por esta razón el turismo, pues por lo común La Pintada se consideraba sólo como un interesante y bello “lugar de paso” sin que su infraestructura o patrimonio sociocultural tuviesen mucha importancia. 
Hay una leyenda profunda que ronda en la memoria histórica del municipio y sus lugareños. Se trata de la leyenda del Cacique Pipintá, de quien algunos sostienen que la población tomó su nombre y de quien se dice haber enguacalado numerosos tesoros que nadie ha podido hallar pese a intensas búsquedas. En la memoria colectiva de la comunidad “pintadeña" sobrevive esta historia relacionada con los rasgos aborígenes fenotípicos de los antepasados, toponimias como los de Arma, Cartaza y Poblanco… Sobreviven apellidos como Quirama y Blandón, sobreviven mitos como La Madremonte y el Pollo Maligno; sobreviven creencias locales como el de un espectral sonido de campanas en Los Farallones (promontorios montañosos de la región), o el de tesoros escondidos en Cerro Amarillo. Sobrevive la nostalgia por la pérdida de recursos naturales como bosques, nutrias con cuya piel se fabricaron por decenios los famosos carrieles de Antioquia. Se lamenta en la actualidad la pérdida de recursos naturales como bosques, nutrias y otras especies, la desaparición de los cultivos antiguos de tabaco, cacao y plátano.
En La Pintada hay que observar con detenimiento los múltiples caminos de la mitología indígena, de la arriería paisa y de las leyendas. Allí hay que mirar los puentes, las vías, la conformación geográfica única que distingue al conglomerado, los espacios públicos y los cada vez más abundantes lugares para la recreación y el turismo.

## Generalidades
- Fundación: 17 de marzo de 1815
- Erección en municipio: 1997

Mapa de las veredas del municipio.

- Fundadores: La pintada se fue creando espontáneamente desde sus orígenes como asentamiento y agrupamiento de colonos en la región, la cual ha sido lugar de convergencia de varias rutas y caminos que desde allí vienen y conducen al sur y al occidente del país. No tuvo pues el poblado fundadores específicos, pero puede decirse que inició su vida como conglomerado estable aproximadamente en 1921, y empezó a desarrollarse con notoriedad alrededor de 1933 o 1934.
- Apelativos: La mejor esquina, costa del suroeste

Hay dos versiones sobre el nombre de la población. Una de ellas sostiene que en estos parajes vivió un cacique llamado Pipintá, de quien el poblado tomó su nombre. La otra versión propone que el nombre proviene de una hacienda pintada de rojo, primer edificio de la localidad que fue pintado, motivo por el cual a la finca le dirían "La Pintá", apelativo que a su vez le dio nombre a toda la zona. 
En cuanto hace a su actual conformación político-administrativa, La Pintada cuenta con una sola vereda denominada La Bocana, y con 14 barrios, Calle Vieja, El Crucero,, San Miguel, El Kilómetro, Guayacanes, Barrio Colombia, Calle Central, Pueblo Nuevo, La Playa, San Jorge, El Carmelo, Víctor Sánchez, 13 de junio y Santa Ana.

## Demografía
Población Total: 8 114 hab. (2018)
- Población Urbana: 7 060
- Población Rural: 1 054

Alfabetismo: 80.9% (2005)
- Zona urbana: 80.9%
- Zona rural: 81.1%

### Etnografía

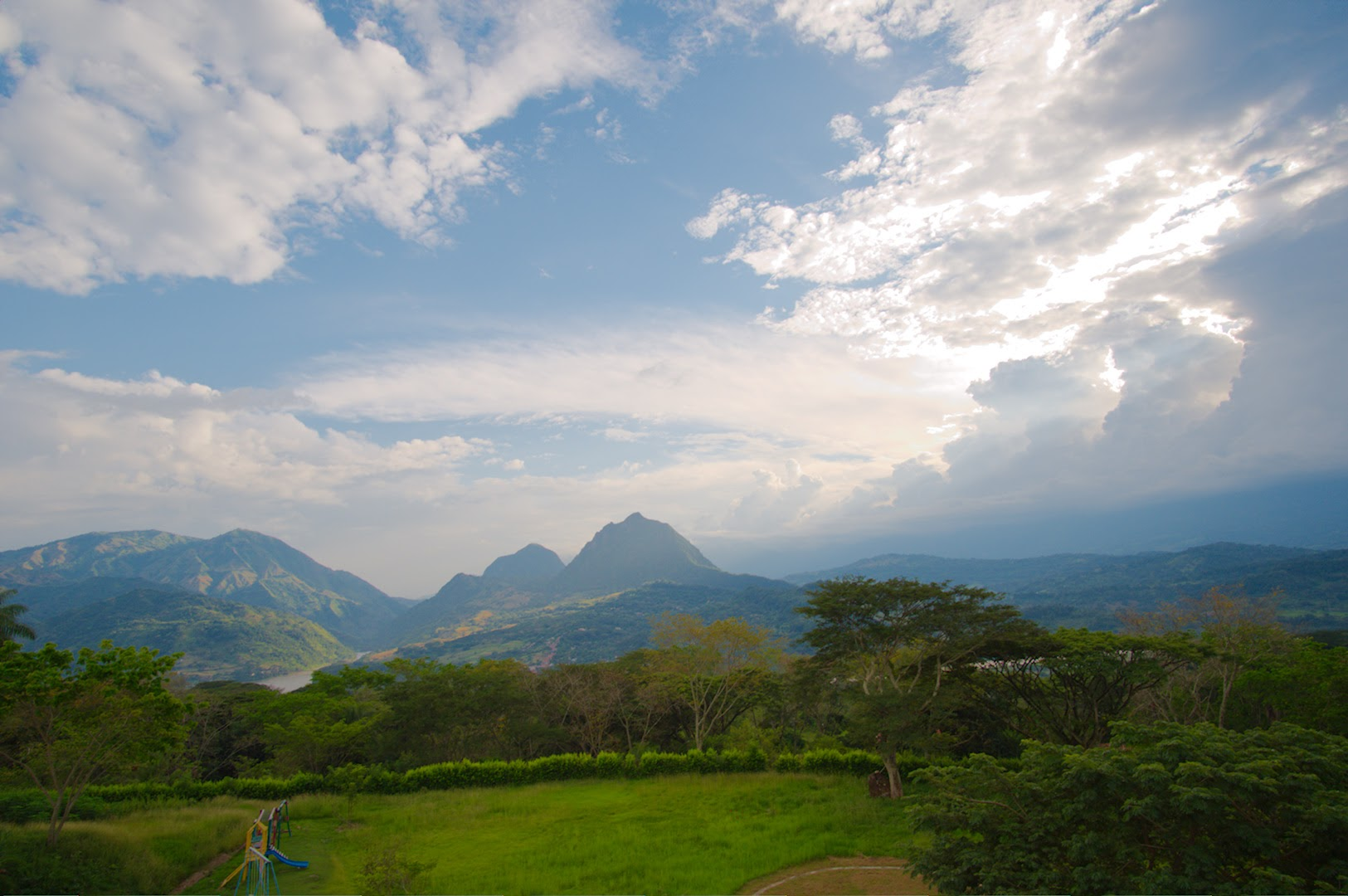
Farallones de La Pintada

Según las cifras presentadas por el DANE del censo 2005, la composición etnográfica del municipio es: 
- Afrocolombianos (0.04%)
- Mestizos & Blancos (99,96%)

## Economía
Cultivos de cítricos,turismo, minería, pesca, comercio, cacao y ganadería.

## Vías de acceso
- La Pintada es un punto obligatorio de paso a nivel nacional, tiene acceso directo por carretera pavimentada a tres capitales de departamento de Colombia: Medellín, Manizales y Pereira.
- Se tiene planeado restablecer la navegación por el Río cauca, de ser así La Pintada sería un puerto fluvial importante.

## Fiestas
- Fiestas del Turismo y la Ganadería durante el mes de junio
- Fiestas de la Virgen del Carmen

## Gastronomía
- Comida típica antioqueña, como sancocho y mondongo
- Asados
- Viudo de pescado
- Toda clase de frutas y dulces
- Torta de pescado

## Sitios de interés

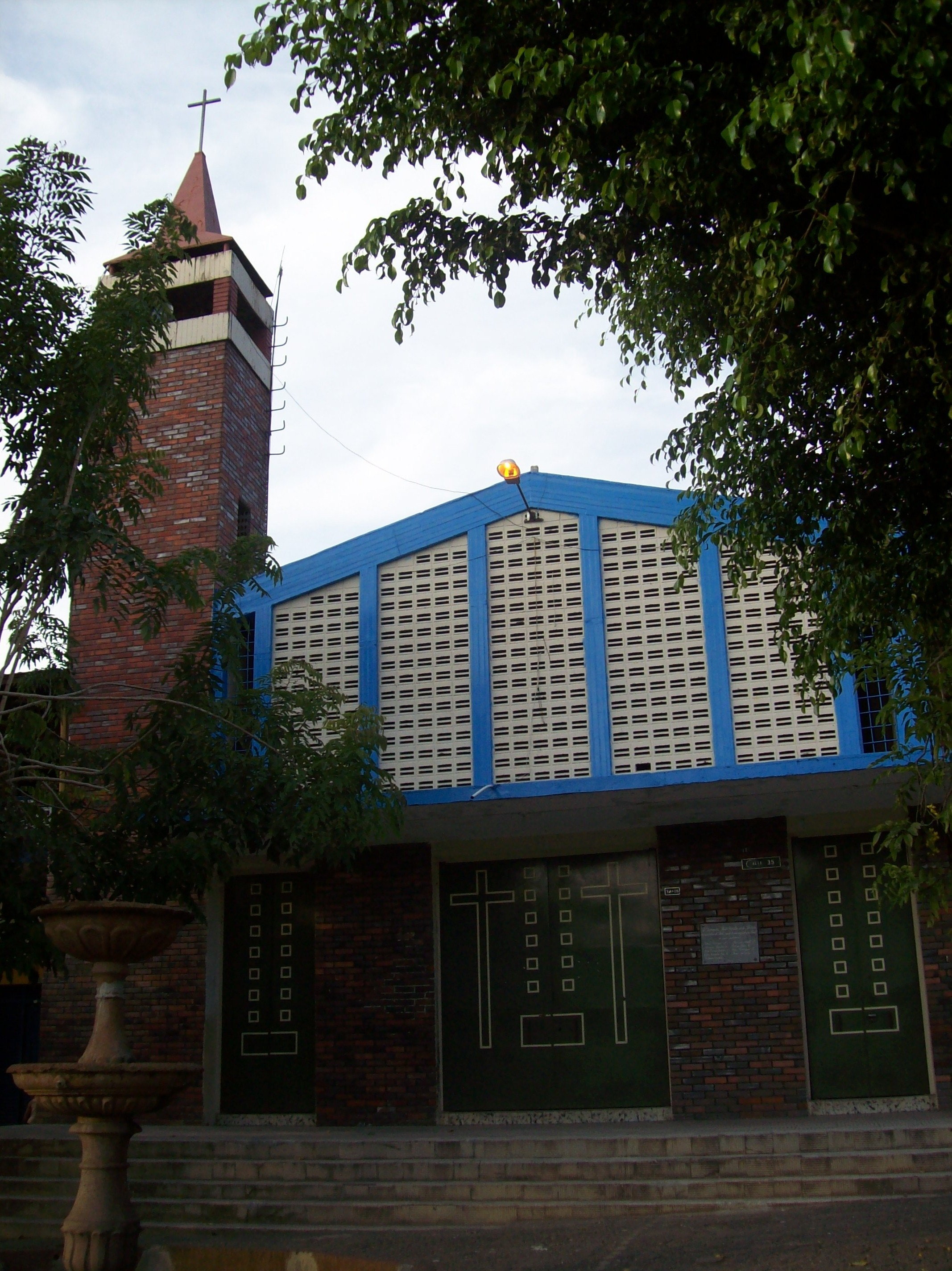
Fachada principal de la Iglesia de Santa Cecilia.

La Pintada posee importantes atractivos en materia de infraestructura básica, riqueza natural, agrícola y paisajística, al igual que la cultura y gastronomía, lo cual la convierte en un lugar apropiado para impulsar proyectos en materia de turismo rural. Entre los sitios para conocer figuran:
- Vertientes de los ríos Poblanco y Arma
- Cerro Amarillo
- El Salto del Caballo
- Playa Acapulco
- Nacimiento de las quebradas La Unión, La Historia y del río Arma en los límites con el Departamento de Caldas
- Subasta de ganados de Asogans, quincenalmente
- Iglesia parroquial de Santa Cecilia. Construcción de una sola nave y con torre campanario
- Iglesia parroquial del Sagrado Corazón en El Crucero
- Puente viejo sobre el Cauca
- Estación del ferrocarril Alejandro López
- Puente sobre el río Arma, construido con polines.
- Unidad Multifamiliar El Crucero P-H
- Camping Vegas de la Pintada
- Hotel Calamarú